# Saya (Humla)
Saya (nep. साया) – gaun wikas samiti w zachodniej części Nepalu w strefie Karnali w dystrykcie Humla. Według nepalskiego spisu powszechnego z 2011 roku liczył on 189 gospodarstw domowych i 1063 mieszkańców (501 kobiet i 562 mężczyzn).